# Colin Watson (écrivain)
 (août 2022).
Pour les articles homonymes, voir Watson.
Colin Watson, né le 1er février 1920 à Croydon dans le Surrey et décédé le 17 janvier 1983, est un écrivain britannique, auteur de roman policier.

## Biographie
Après de courtes études qui prennent fin en 1936, il travaille brièvement dans la publicité avant d’être journaliste de presse, puis à la radio de la BBC de 1957 à 1960.  Il se consacre ensuite à l’écriture. 
Ses Chroniques de Flaxoborough, une série de douze romans située dans une petite ville imaginaire de la région de Nottingham, lui vaut un succès critique et public. Ces récits satiriques de procédure policière mettent à mal les préjugés et la pudibonderie d’une communauté rurale anglaise secouée par des scandales sexuels toujours exprimés par de fines allusions et des regards entendus entre les personnages.  Colin Watson fait ainsi le procès des faux-semblants propres aux gens de province et de leur attachement à la médisance et à la calomnie.  Dans cet univers, l’inspecteur Walter Purbright a fort à faire pour démêler ses enquêtes criminelles, d’autant qu’il est supervisé par Harcourt Chubb, un chef de police paresseux et sans ambitions, et assisté du niais et gaffeur sergent Sidney Love.  Dans certains romans, il reçoit heureusement l’aide de la pétillante Lucilla Teatime, une jolie herboriste dans la  quarantaine qui fume et boit comme le premier truand venu.  La série a été adaptée par la télévision britannique avec Anton Rodgers (en) dans le rôle de Purbright et Brenda Bruce dans celui de Miss Teatime.
Colin Watson a également publié en 1971 une étude critique de la littérature policière, Snobbery with Violence : English Crime Stories and Their Audience (1971), qui dénonce le conservatisme réactionnaire, le racisme et la conscience de classe favorisant les nantis de nombreux auteurs britanniques de littérature policière et de roman d’aventures, notamment Ernest William Hornung, Edgar Wallace, E. Phillips  Oppenheim et Agatha Christie.

## Œuvre

### Romans

#### SérieLes Chroniques de Flaxborough
- Coffin, Scarcely Used (1958) Publié en français sous le titre Les Potins de Flaxborough, Paris, Librairie des Champs-Élysées, Le Masque no 1340, 1974 ; réédition, Paris, Librairie des Champs-Élysées, Club des Masques no 413, 1980
- Bump in the Night (1960)
- Hopjoy Was Here (1962) Publié en français sous le titre Dans le bain jusqu’au cou, Paris, Librairie des Champs-Élysées, Le Masque no 1377, 1975 ; réédition, Paris, Librairie des Champs-Élysées, Club des Masques no 407, 1980
- Lonelyheart 4122 (1967) Publié en français sous le titre Cœur solitaire, Paris, Librairie des Champs-Élysées, Le Masque no 1286, 1973 ; réédition, Paris, Librairie des Champs-Élysées, Club des Masques no 467, 1982
- Charity Ends at Home (1968) Publié en français sous le titre Charité bien ordonnée, Paris, Librairie des Champs-Élysées, Le Masque no 1255, 1973
- The Flaxborough Crab ou Just What the Doctor Ordered (É.-U.) (1969) Publié en français sous le titre Le Crabe de Flaxborough, Paris, Librairie des Champs-Élysées, Le Masque no 1314, 1974
- Broomsticks over Flaxborough ou Kissing Covens (É.-U.) (1972)
- The Naked Nuns ou Six Nuns and a Shotgun (É.-U.) (1975)
- One Man's Meat ou It Shouldn't Happen to a Dog (É.-U.) (1977)
- Blue Murder (1979)
- Plaster Sinners (1980) Publié en français sous le titre Tempête sur Flaxborough, Paris, Librairie des Champs-Élysées, Le Masque no 1701, 1983
- Whatever's Been Going on at Mumblesby? (1982)

#### Autre roman
- The Puritan (1966)

#### Autre publication
- Snobbery with Violence : English Crime Stories and Their Audience (1971), essai sur la littérature policière.

### Nouvelles
- Return to base (1967)
- The Infaillible Clock (1967)
- The Harrowing of Henry Pygole (1974)
- Mayhem Parva and Wicked Belgravia (1978)

## Prix et distinctions
- Silver Dagger Award 1962 pour Dans le bain jusqu’au cou
- Silver Dagger Award 1967 pour Cœur solitaire

## Sources
- Jacques Baudou et Jean-Jacques Schleret, Le Vrai Visage du Masque, vol. 1, Paris, Futuropolis, 1984, 476 p. (OCLC 311506692), p. 461.
- Claude Mesplède, Dictionnaire des littératures policières, vol. 2 : J - Z, Nantes, Joseph K, coll. « Temps noir », 2007, 1086 p. (ISBN 978-2-910-68645-1, OCLC 315873361), p. 1001.